# Église paroissiale de Grinzing

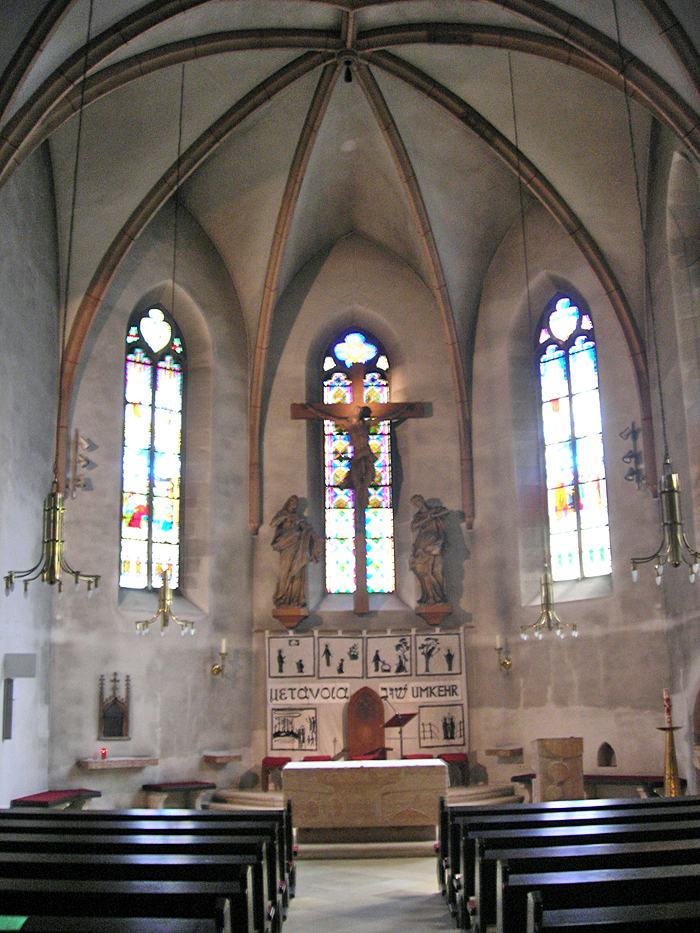
Espace intérieur

L'église paroissiale de Grinzing (en allemand : Pfarrkirche Grinzing) est située dans le quartier de Grinzing au sein de l'arrondissement de Döbling à Vienne. Elle est consacrée à la Sainte Croix et fait partie de l'Archidiocèse de Vienne. L'édifice est un bâtiment classé.

## Histoire
L'église paroissiale de Grinzing a été financée et construite par douze familles, probablement viticulteurs, entre 1417 et 1426. Cela a sauvé les habitants de Grinzing pendant la semaine de la marche vers l'église paroissiale de Heiligenstadt, qui n'était plus visitée que le dimanche. Cependant, l'église a été détruite à deux reprises par les flammes. En 1529 et 1683, l'église a été détruite pendant les sièges turcs et reconstruite avec l'aide de l'abbaye de Klosterneuburg.
En 1783, Grinzing est devenu sous l'empereur Joseph II une paroisse indépendante. La paroisse a été confiée à l'abbaye de Klosterneuburg, ce qui signifie que les chanoines augustins ont ensuite fourni les pasteurs de Grinzing. En 1881, l'église fut rénovée pour la première fois et dotée d'un nouveau maître-autel et de nouveaux vitraux. Le mobilier baroque a été supprimé. La croix d'autel avec les personnages assistants a également été enlevée, mais replacée dans l'église en 1965. Le maître-autel néo-gothique était au milieu du XXe siècle si endommagé qu'il a été remplacé par un autel en marbre.
La dernière rénovation de l'église à ce jour a commencé à l'occasion du 200e anniversaire de l'église paroissiale en 1983 et s'est achevée en 1986. Entre autres, l'église a été déshumidifiée, équipée de chauffage au sol et d'un petit porche à l'entrée nord et d'une salle de confession et de discussion au sud. La sacristie et la salle de la tour ont également été reconstruites.

## Liens web
- Site Internet de la paroisse de Grinzing

## Référence
- (de) Cet article est partiellement ou en totalité issu de l’article de Wikipédia en allemand intitulé « Pfarrkirche Grinzing » (voir la liste des auteurs).